# Ljubov s aktsentom
Ljubov s aktsentom (russisk: Любовь с акцентом) er en russisk spillefilm fra 2012 af Revaz Gigineisjvili.

## Medvirkende
- Anna Mikhalkova som Khelga
- Nadezhda Mikhalkova som Nadja
- Merab Ninidze som Gio
- Sofiya Nizharadze som Sofiko
- Filipp Jankovskij som Artjom